# Banco Bice
El Banco BICE (acrónimo de Banco Industrial y de Comercio Exterior) es una entidad financiera bancaria chilena, fundada el 2 de mayo de 1979 por un grupo de empresas industriales chilenas, como CMPC S.A. (ligado al Grupo Matte), Minera Valparaíso S.A., Compañía Industrial El Volcán S.A., y otras empresas de los sectores forestal, de generación eléctrica e inmobiliario. Es una filial de BICECORP S.A., controlada por el grupo Matte.
Su histórica sede estaba en Calle Teatinos 220, comuna de Santiago, mudándose al Barrio El Golf durante 2021.
El 24 de enero de 2024 se anunció que BICECORP S.A. y Grupo Security acordaron fusionar sus negocios, abarcando también sus respectivas filiales bancarias (Banco BICE y Banco Security). El acuerdo contempla la adquisición del 100% de las acciones de Grupo Security mediante una oferta pública de adquisición entre BICECORP y Forestal O'Higgins (ambas ligadas al Grupo Matte). De concretarse la fusión, se estima que la entidad bancaria resultante sería la séptima más grande de Chile.

## Banca
El Banco BICE ofrece servicios bancarios tanto en el área de empresas como de personas. Además ofrece servicios de financiamiento hipotecarios y administración de portafolios de inversiones.
El banco tiene como objetivo clientes de altos ingresos (grupo socioeconómico ABC1), siendo su competidor en este rango, el Banco Security, y en menor medida los segmentos premium de Banco Edwards Citi, Itaú y Scotiabank.

## Filiales
- BICE Administradora General de Fondos
- BICE Corredores de Seguros Ltda.
- BICE Corredores de Bolsa S.A.
- BICE Agente de Valores S.A.

## Patrocinio
- Universidad Católica (2020-presente)